# Jenny Lorrain

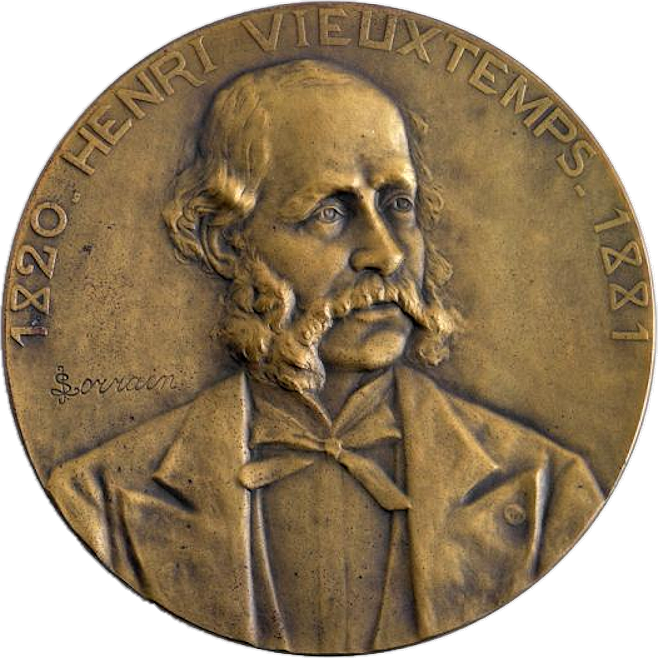
Bronzen penning met de beeltenis van Henri Vieuxtemps (1912). Boven zijn schouder de signatuur van Jenny Lorrain.

Jenny Lorrain, eigenlijk Charlotte Louise Jenny Materne, (Virton, 30 december 1867 – Elsene, 29 december 1943) was een Belgisch beeldhouwer en medailleur.

## Leven en werk
Jenny Lorrain was een dochter van Michel Materne (1826-1893), pedagoog en auteur onder het pseudoniem Thil-Lorrain, en Marie Hins. In 1871 verhuisde de familie naar Verviers, waar ze vioollessen kreeg van Henri Vieuxtemps en César Thomson. Ze hield zich daarnaast bezig met het schrijven van gedichten, tekenen en modelleren. Op de salon van Verviers (1885) toonde ze een kinderbuste, die de aandacht trok van beeldhouwer Hippolyte Leroy. Hij nam haar onder zijn hoede nam en leidde haar op in het beeldhouwersvak op zijn atelier in Gent. Rond 1890 verhuisde Lorrain met haar ouders naar Brussel. In 1891 verhuisde ze naar Parijs, ze studeerde er aan de Académie Julian en kreeg les van onder anderen Gabriel Ferrier, Jean-Antoine Injalbert en Jean Dampt. Rond 1896 keerde ze terug naar de Belgische hoofdstad. Ze maakte onder andere bustes, medaillonportretten, naakten, kandelaars en penningen. Ze was een van de eerste Belgische beeldhouwsters van wie bustes in de openbare ruimte werden geplaatst. Ze was lid van de Cercle Artistique et Littéraire in Brussel.
Lorrain behoorde met onder anderen Elise Van den Bossche, Hélène Cornette, Henriëtte Calais, Adelaïde Lefebvre, Juliette Samuel-Blum, Berthe Van Tilt, Yvonne Serruys en Julia Vanzype tot de eerste generatie Belgische beeldhouwsters die vanaf eind 19e eeuw deelnamen aan de Belgische Salons. Ze nam deel aan diverse nationale en internationale tentoonstellingen, waaronder een tentoonstelling van La Libre Esthétique (1901), de Prima Esposizione Internazionale d’Arte Decorativa Moderna, de wereldtentoonstelling in Turijn (1902), de wereldtentoonstelling van 1910 in Brussel, de wereldtentoonstelling van 1913 in Gent en een tentoonstelling van de Cercle Artistique et Littéraire (1924). Voor haar bijdragen aan de wereldtentoonstellingen ontving ze een erediploma in Turijn (1902) en een bronzen medaille in Gent (1913).
Jenny Lorrain overleed een dag voor haar 76e verjaardag.

## Enkele werken
- ca. 1907: beeld van Godefroid Kurth, Universiteit van Luik
- 1908: Monument du centenaire of Fléchet-fontein, bij de Sint-Pieterskerk in Weerst. Fontein met bustes van vier burgemeesters uit de familie Fléchet, onder wie Guillaume Fléchet en Ferdinand Fléchet. In samenwerking met architect Paul Tombeur en beeldhouwer Joseph Rulot.
- 1912: Henri Vieuxtemps-penning
- 1922: monument opgedragen aan de stad Verviers, Weerst.
- 1924: Jong meisje, plaquette opgenomen in de collectie van het Museum voor Schone Kunsten in Gent.[6]
- 1925: penning ter herinnering aan Yvonne Vieslet.
- ca. 1927: buste van Emile Verhaeren in het gemeentehuis van Schaarbeek.[7]
- 1942: Camille Lemonnier-penning.
- César Thompson-penning.

## Galerij

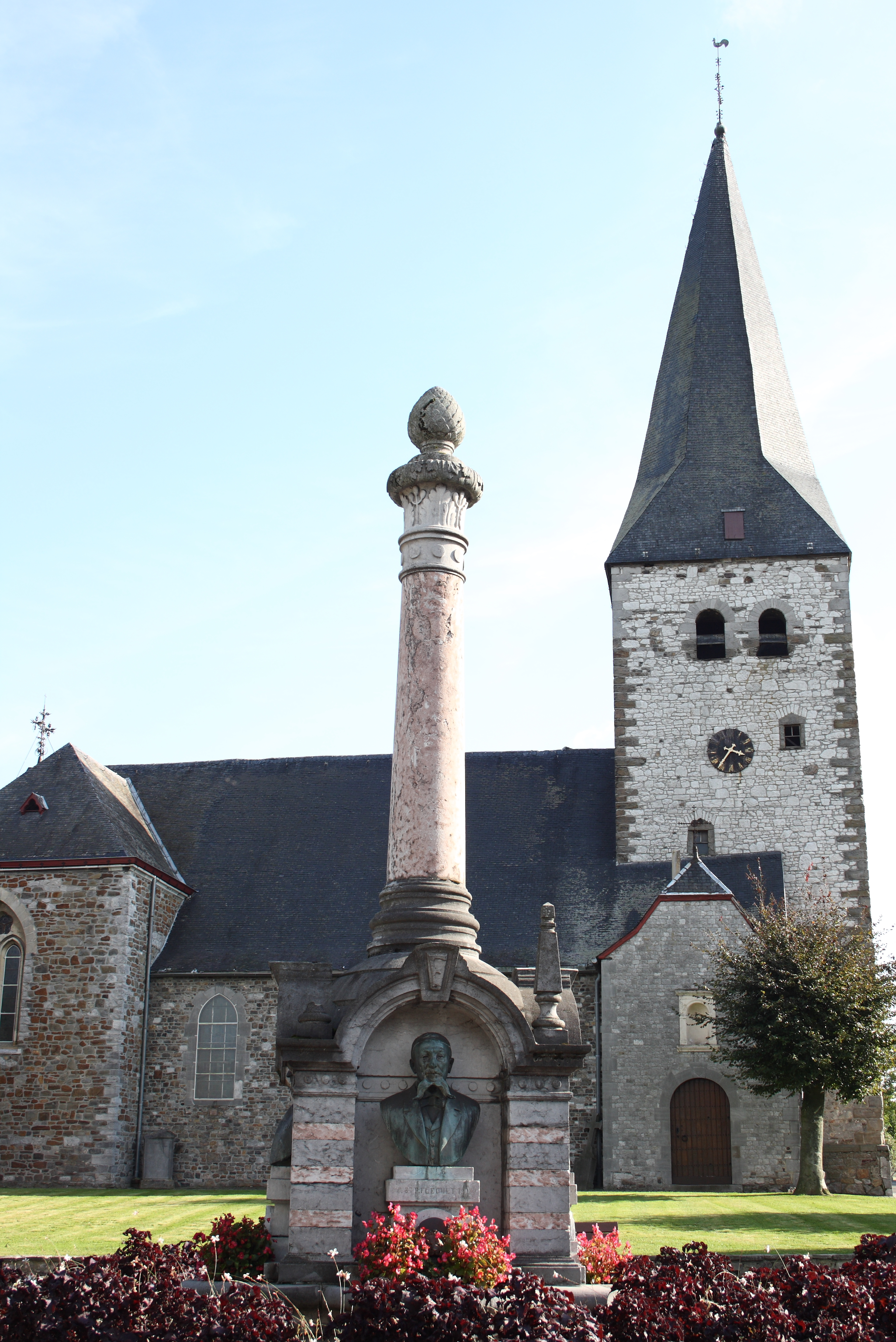
Fléchet-fontein in Weerst (1908)
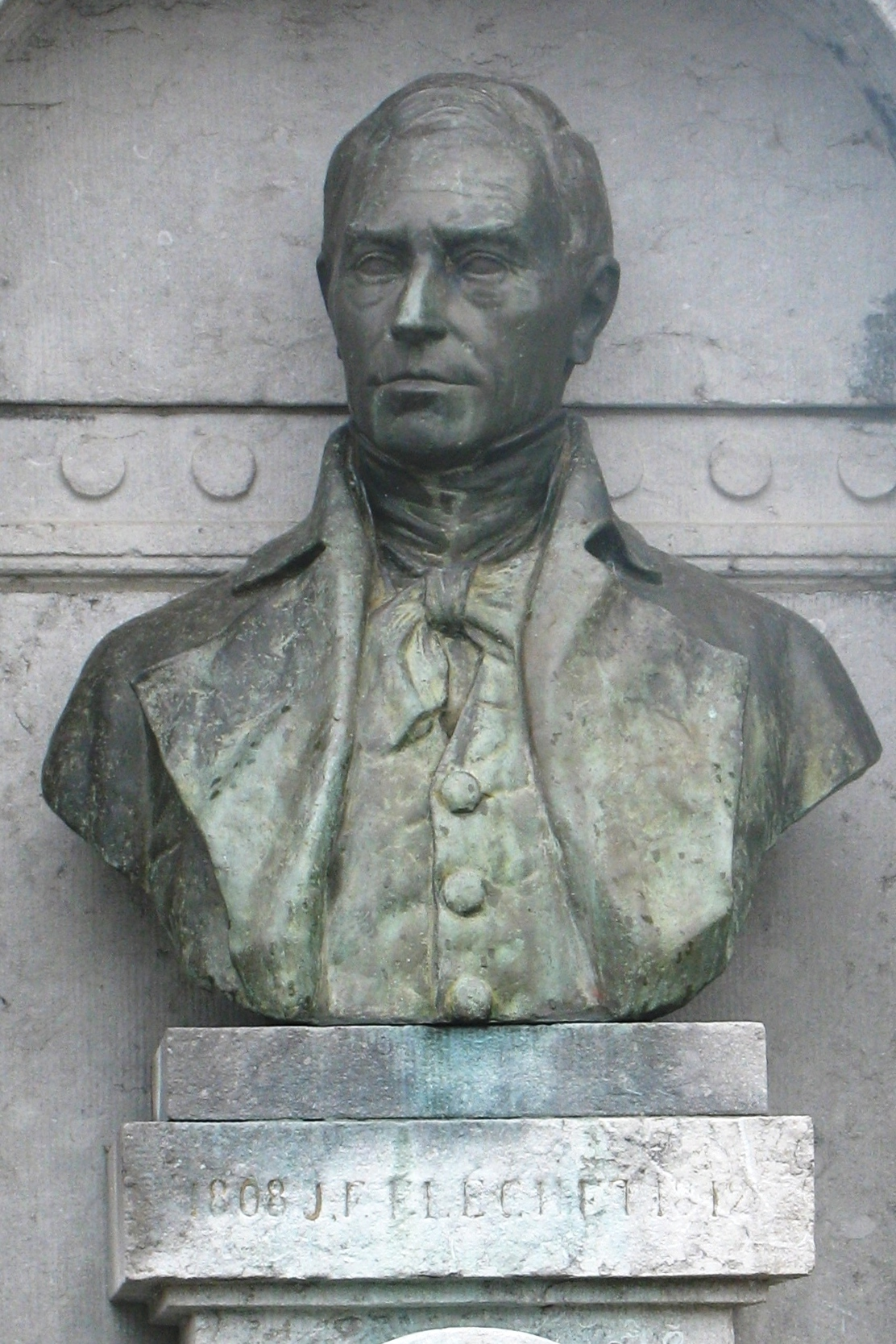
Buste van Jean-François Fléchet, deel van de Fléchet-fontein (1908)
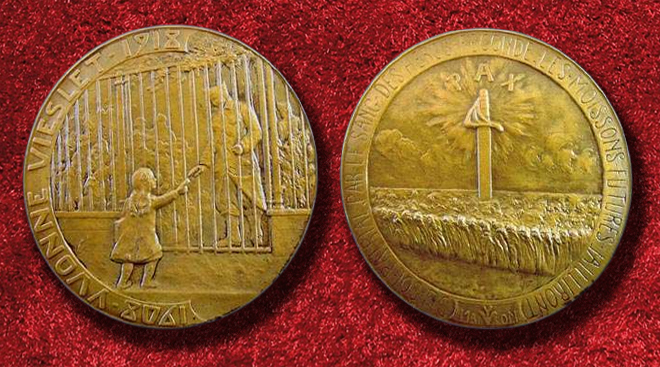
Vieslet-penning (ca. 1928)